# Набръчкана клавулина
Набръчканата клавулина (Clavulina rugosa) е вид ядлива базидиева гъба от семейство Clavulinaceae.

## Описание
Има плодно тяло, достигащо до 10 cm на височина. Добре развитите образци имат 1 – 3 цилиндрични или сплеснати клончета, които в горния край са заоблени или назъбени. Цялата гъба е силно набръчкана, а цветът ѝ е бял, кремав до сивкав, а като е по-млада може да има лилав оттенък. Месото ѝ е крехко, белезникаво и при нараняване не променя цвета си. Няма характерен вкус, използва се в прясно състояние, най-вече в супи.

## Местообитание
Среща се през август – октомври сравнително рядко, като расте поединично или на малки групи в широколистни и иглолистни гори. Обикновено се настанява сред мъх и шума в богати и влажни почви.